# 박준희 (방송인)
박준희(1976년 8월 28일 ~ )는 대한민국의 배우 출신이며 쇼핑 호스트를 지낸 적이 있는 미용사이다.

## 생애
1995년 KBS 한국방송공사 특채 연기자 데뷔하였다. 이후 2006년 CJ 홈쇼핑 쇼핑호스트가 되었다가 2009년 퇴진하고 연기자와 방송MC 겸 미용사로 활약하고 있다.
신장은 170cm이고 체중은 43kg이며 비즈공예에 취미가 있고 발레와 수영에 특기가 있다.

## 학력
- 동산초등학교 졸업
- 장위중학교 졸업
- 창문여자고등학교 졸업
- 단국대학교 연극영화학과 학사 졸업
- 단국대학교 대학원 연극영화학과 예술학 석사 졸업

## 출연작

### 드라마
- 1995년 KBS2 청춘드라마 《사랑의 인사》 ... 강은채 역
- 1995년 KBS2 TV소설 《길》 ... 최유리 역
- 1996년 KBS1 일일연속극 《사랑할때까지》 ... 백초희 역
- 1996년 KBS2 납량특집드라마 《전설의 고향 - 상정승골》
- 1997년 MBC 청춘드라마 《레디 고!》
- 1999년 KBS2 주말연속극 《유정》
- 1999년 KBS2 청소년드라마 《학교 2》
- 1999년 KBS2 《부부클리닉 사랑과잔쟁》
- 2003년 KBS2 단막극 《드라마시티 - 보리밭》 ... 최해진 역
- 2003년 SBS 대기획 《올인》 ... 조정민 역
- 2003년 MBC 아침드라마 《그대 아직도 꿈꾸고 있는가》
- 2003년 SBS 일일시트콤 《압구정 종갓집》
- 2004년 MBC 단막극 《베스트극장 - 나비》 ... 세진 역
- 2004년 SBS 주간시트콤 《혼자가 아니야》

### 영화
- 1998년 《엑스트라》... 김미숙 역
- 2022년 《오! 마이 고스트》... 쇼호스트 역

### 뮤지컬
- 1999년 《포기와 베스》
- 2000년 《아가씨와 건달들》

### 연극
- 2001년 《약한 자의 슬픔》 ... 엘리자베스 역(주연)